# 猫面魚
猫面魚（ねこめんぎょ）とは、岐阜県各務原市の権現山麓にある伊吹の滝不動明王近くの池にいるコイで頭部を正面から見た時に猫に目鼻だちの似た模様を持つコイのこと。模様が「猫面」のように見えるためにこう呼ばれている。1990年頃人面魚が話題になった時期に同じ様に話題になり、地元だけでなく関東や関西からもたくさんの見物人が殺到した。

## 生息地
岐阜県各務原市の伊吹の滝不動明王近くの池

## 猫面魚伝説
この池にまつわる伝説で、池の畔に看板が立っている。
岐阜県各務原市の権現山に体長1.8mの大猫が居て、山の主とし君臨し他の動物たちは怖がっていた。
大猫は鯉が大好物で空腹時にこの池の鯉を捕って食べていたが、体が大きいぶん動きが鈍いため空腹を満たすまで鯉を捕って食べること出来なかった。
そこで大猫はこの池の水神様にお願いした。
「この池の鯉を腹いっぱい食べさせて下さい。」
水神様は神の遣いの鯉を食べたいという話に驚いたが、
「よろしい。ただし泳げなくては鯉を捕まえるのは難しいぞ。顔はそのままで体だけ鯉にしてあげよう。」
早速大猫はそうしてもらい喜んで池に飛び込んだ。
しかし不思議なことに鯉を食べたい気持ちが消え
鯉と友達になり一緒に暮らしたいと思う様になってしまった。
今もこの池で「猫面魚」は清い水の中で楽しく平和に暮らしている。

## その他
- 夜になると猫面魚が立って歩いているのを見たという人が存在する。